# Pulo (Bandar Dua)
Pulo is een bestuurslaag in het regentschap Pidie Jaya van de provincie Atjeh, Indonesië. Pulo telt 723 inwoners (volkstelling 2010).